# Jasper Pillen
Jasper Paul Simonne Pillen (Brugge, 31 mei 1984) is een Belgisch politicus voor Open Vld.

## Biografie
Pillen behaalde in 2007 het diploma van master in de rechten aan de Katholieke Universiteit Leuven. Daarna behaalde hij in 2008 nog een master in de vergelijkende en internationale politiek aan de Katholieke Universiteit Leuven.
Van 2008 tot 2012 werkte Pillen op de Federale Overheidsdienst Buitenlandse Zaken, meer bepaald als jurist binnen de directie Europees Recht, waarbij hij de omzetting van Europese richtlijnen opvolgde. In 2012 ging hij als Nederlandstalig woordvoerder aan de slag op het kabinet van federaal minister van Begroting Olivier Chastel. Na het aantreden van de regering-Michel I in oktober 2014 oefende hij dezelfde functie uit op het beleidsdomein Mobiliteit, eerst bij Jacqueline Galant en vanaf april 2016 bij François Bellot. In mei 2019 werd hij benoemd tot kabinetschef van Bellot, een functie die hij uitoefende tot in oktober 2020. 
Als student engageerde hij zich bij het Liberaal Vlaams Studentenverbond en in 2003 sloot hij zich aan bij de liberale VLD. In 2004 werd hij ondervoorzitter van de Brugse afdeling van Jong VLD, waarvan hij van 2005 tot 2012 voorzitter was. Van 2007 tot 2011 was hij bovendien nationaal ondervoorzitter van Jong VLD.
Sinds januari 2013 zetelt Pillen in de gemeenteraad van Brugge. Vanaf januari 2019 was hij er fractievoorzitter voor zijn partij. Bij aanvang van de bestuursperiode werd binnen de fractie afgesproken dat Pillen halverwege de legislatuur schepen van Bevolking, Burgerlijke Stand en Onderwijs zou worden, bevoegdheden die hij op 1 juli 2021 overnam van Ann Soete.
Bij de lokale verkiezingen van oktober 2024 kreeg hij de tweede plaats op de liberale lijst, die als VoorBrugge naar de kiezer trok. Pillen kreeg de meeste voorkeurstemmen voor zijn partij, maar de partij zelf verloor drie van haar zes zetels en werd niet meer opgenomen in de nieuwe coalitie. Na afloop van zijn schepenambt in december 2024 werd hij weer fractievoorzitter in de gemeenteraad.
In oktober 2020 werd Pillen lid van de Kamer van volksvertegenwoordigers voor de kieskring West-Vlaanderen, een functie waarin hij de tot federaal vicepremier benoemde Vincent Van Quickenborne opvolgde. Pillen bleef volksvertegenwoordiger tot in oktober 2023, toen Van Quickenborne ontslag had genomen als minister en zijn zetel in het parlement opnieuw innam. In de Kamer verdiepte hij zich vooral in defensie.
In januari 2022 werd hij, samen met Stephanie D'Hose, ondervoorzitter van Open Vld. Hij bleef ondervoorzitter tot in augustus 2024, toen Eva De Bleeker werd verkozen tot voorzitter van de partij.
In april 2024 werd hij Officier in de Kroonorde.
Bij de Vlaamse verkiezingen van 9 juni 2024 was Pillen lijsttrekker van de West-Vlaamse Open Vld-lijst en werd hij met 12.282 voorkeurstemmen verkozen in het Vlaams Parlement. In het Vlaams Parlement werd hij vast lid van enerzijds de commissie Mobiliteit en Openbare Werken en anderzijds de commissie Buitenlands Beleid, Europese Aangelegenheden en Internationale Samenwerking. In december 2024 werd hij tevens als deelstaatsenator afgevaardigd naar de Senaat, waar hij in januari 2025 de eed aflegde.